# Puente del Bibey
El puente del Bibey (en gallego Bibei) es un puente romano en arco de medio punto en la provincia de Orense, por el que la carretera OU-636 cruza el río Bibey. Está situado en el municipio de Puebla de Trives y en el municipio de Laroco (Galicia, España). Junto con el del Freixo, es el puente romano mejor conservado de Galicia.

El 3 de junio de 1931, el puente del Bibey fue declarado Monumento histórico-artístico,
por lo que es Bien de Interés Cultural, con categoría de Monumento.

## Características
El puente se compone de tres arcos cuyas luces son de 6.09 m (orilla oeste), 18.51 m (central) y 8.77 m (orilla este) respectivamente (20, 62, 29 en pies romanos). La luz del arco central viene determinada por la profundidad del río a la altura del pilar Este, ya que habría sido necesaria cimentación a mayor profundidad en caso de menor luz.
Es un puente ancho, de 6.5 m, mientras que la longitud total es de 75 m. La altura del puente desde el lecho al arco central es de 22.5 m (4) suficiente para desagüar las crecidas del río, que transcurre encajonado en el lugar.
Los pilares exhiben la estructura de fábrica Opus quadratum de sillería granítica almohadillada. Las sillerías están talladas y apiladas sin juntas ni cuñas, con lo que se consigue una resistencia parecida a la de la propia piedra. Las rocas están grapadas entre sí con espigos de madera dura o hierro para darles más resistencia. Las pilas tienen tajamares triangulares aguas arriba rematados por unos sombreretes que se añadieron en 1861 con motivo de unas reformas.
A ambos lados del río se levantaron sendos muros de contención de 9 metros de longitud (orilla Oeste) y 17 metros (orilla Este). La cornisa actual, formada por el voladizo de una hilada de sillares a soga, es moderna.

## Historia

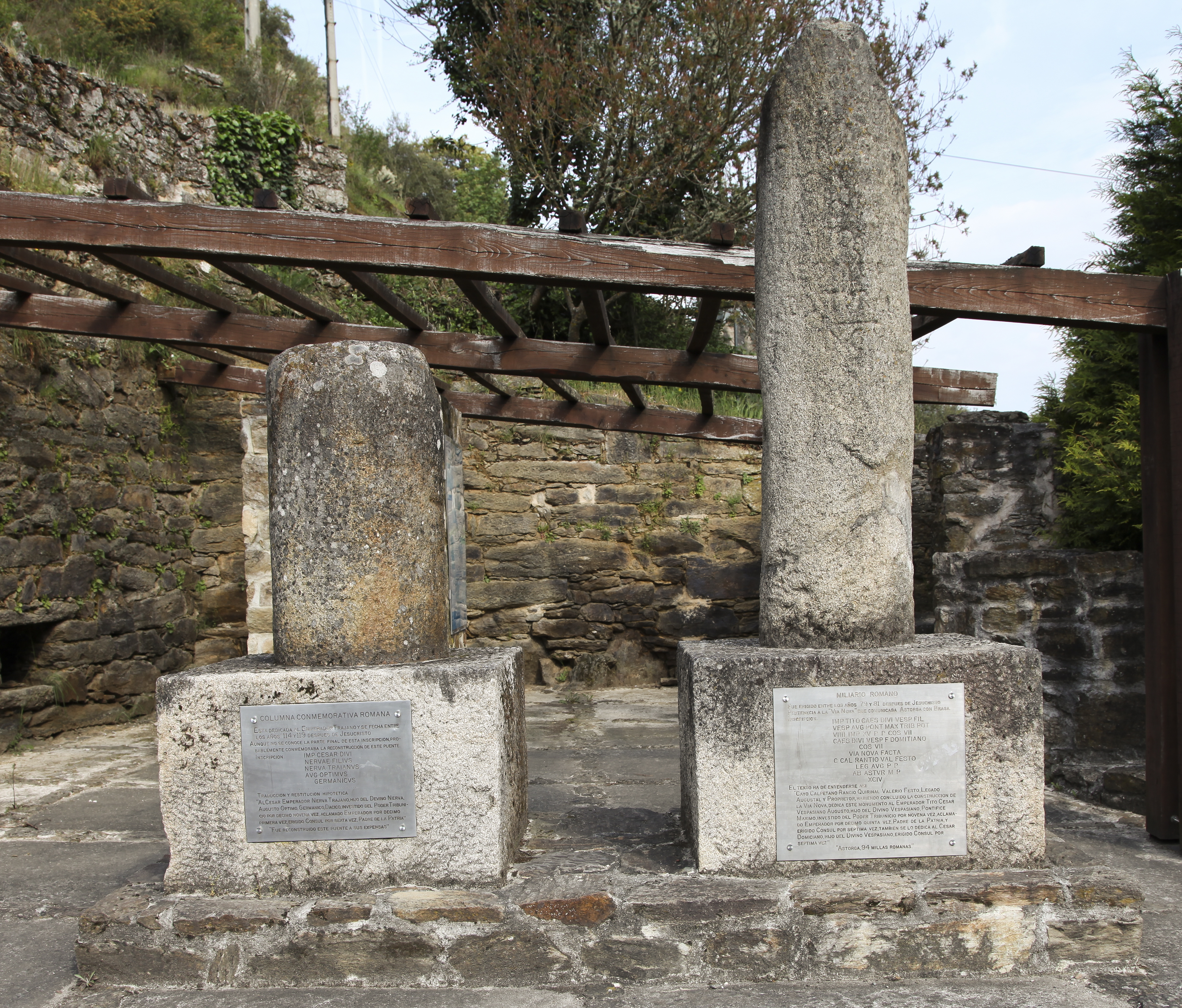
Columna fundacional trajanea del puente y miliario de Tito, situados en la orilla oeste del Puente del Bibey.

El puente fue construido para el paso de la Vía Nova o vía XVIII del itinerario de Antonino cuyo trazado se finalizó sobre el año 80 d. C.
Probablemente el puente fue levantado durante tiempos de Trajano (114-119 d. C.), dada su semajanza con el de Alcantara y diversas inscripciones dedicadas al emperador halladas en la zona. Al ser la fecha de construcción posterior al de la Vía Nova, se cree que el puente actual se levantó sobre uno anterior del que nada ha quedado.
Para su construcción, se eligió un lugar donde el río Bibey transcurre encajonado, siendo el lecho bastante uniforme con una profundidad de 3 metros. En este punto la roca aflora a la superficie, lo que permitió una buena cimentación. La ubicación del puente permitía a la Vía Nova salvar los ríos Xares y San Lázaro, ya que estos afluentes del Bibey se encuentran aguas arriba.
Por el puente pasaron los viajeros Licenciado Molina (1550), Ambrosio de Morales (1570) y Ceán Bermúdez que aportaron datos sobre el camino y el puente.
Desde tiempos romanos, nunca ha perdido su función del obra útil, siendo este hecho clave en su conservación. En la segunda mitad del siglo XIX el puente fue incluido en el nuevo trazado de la carretera de segundo orden de Ponferrada a Orense (Real Orden de 15 de diciembre de 1852), al apoyarse parte de su trazado en los famosos Codos de Larouco. En el siglo XX transcurrió la carretera N-120. Actualmente sirve de paso para la carretera autonómica OU-636 que comunica la Puebla de Trives con Larouco. 
Este puente fue escenario de ajusticiamientos desde el principio de la represión franquista en 1936 con decenas de fusilamientos y arrojo de cuerpos al río Bibey.

## Galería de imágenes
|                                       |
| Vista aguas abajo a pie de carretera. |

|                            |
| Vista frontal aguas abajo. |

|                     |
| Vista aguas arriba. |